# Championnat du Paraná de football
Le Championnat du Paraná (Campeonato Paranaense en portugais) est une compétition brésilienne de football réunissant des clubs de l'État du Paraná. C'est l'un des 27 championnats des États brésiliens, il est organisé par la Fédération du Paraná de football.

## Organisation
Première division.
Les équipes sont divisées en deux groupes de 8.
- Première phase :
  - Matchs aller-retour, chaque équipe affronte deux fois les autres équipes du groupe.

- Deuxième phase :
  - Séries éliminatoires aller-retours entre les quatre premiers de chaque groupe.

L'équipe qui remporte la deuxième phase est sacrée championne. Les équipes ayant terminé à la dernière place de leur groupe sont reléguées. Comme pour les autres championnats d'État brésilien, les règles sont susceptibles d'être modifiées à chaque début de saison.

## Participants 2014
Première division
- Arapongas
- Atlético Paranaense
- Cianorte
- Coritiba
- J. Malucelli
- Londrina
- Maringá
- Operário
- Paraná Clube
- Prudentópolis
- Rio Branco
- Toledo

## Palmarès
| Année | Champion                              |
| ----- | ------------------------------------- |
| 1915  | Internacional FC (1)                  |
| 1916  | Coritiba FC (1)                       |
| 1917  | América-Paraná (1)                    |
| 1918  | Britânia SC (1)                       |
| 1919  | Britânia SC (2)                       |
| 1920  | Britânia SC (3)                       |
| 1921  | Britânia SC (4)                       |
| 1922  | Britânia SC (5)                       |
| 1923  | Britânia SC (6)                       |
| 1924  | Palestra Itália FC (1)                |
| 1925  | Atlético Paranaense (1)               |
| 1926  | Palestra Itália FC (2)                |
| 1927  | Coritiba FC (2)                       |
| 1928  | Britânia SC (7)                       |
| 1929  | Atlético Paranaense (2)               |
| 1930  | Atlético Paranaense (3)               |
| 1931  | Coritiba FC (3)                       |
| 1932  | Palestra Itália FC (3)                |
| 1933  | Coritiba FC (4)                       |
| 1934  | Atlético Paranaense (4)               |
| 1935  | Coritiba FC (5)                       |
| 1936  | Atlético Paranaense (5)               |
| 1937  | CA Ferroviário (1)                    |
| 1938  | CA Ferroviário (2)                    |
| 1939  | Coritiba FC (6)                       |
| 1940  | Atlético Paranaense (6)               |
| 1941  | Coritiba FC (7)                       |
| 1942  | Coritiba FC (8)                       |
| 1943  | Atlético Paranaense (7)               |
| 1944  | CA Ferroviário (3)                    |
| 1945  | Atlético Paranaense (8)               |
| 1946  | Coritiba FC (9)                       |
| 1947  | Coritiba FC (10)                      |
| 1948  | CA Ferroviário (4)                    |
| 1949  | Atlético Paranaense (9)               |
| 1950  | CA Ferroviário (5)                    |
| 1951  | Coritiba FC (11)                      |
| 1952  | Coritiba FC (12)                      |
| 1953  | CA Ferroviário (6)                    |
| 1954  | Coritiba FC (13)                      |
| 1955  | CA Monte Alegre (1)                   |
| 1956  | Coritiba FC (14)                      |
| 1957  | Coritiba FC (15)                      |
| 1958  | Atlético Paranaense (10)              |
| 1959  | Coritiba FC (16)                      |
| 1960  | Coritiba FC (17)                      |
| 1961  | EC Comercial (1)                      |
| 1962  | Londrina EC (1)                       |
| 1963  | Grêmio de Esportes Maringá (1)        |
| 1964  | Grêmio de Esportes Maringá (2)        |
| 1965  | CA Ferroviário (7)                    |
| 1966  | CA Ferroviário (8)                    |
| 1967  | EC Água Verde (1)                     |
| 1968  | Coritiba FC (18)                      |
| 1969  | Coritiba FC (19)                      |
| 1970  | Atlético Paranaense (11)              |
| 1971  | Coritiba FC (20)                      |
| 1972  | Coritiba FC (21)                      |
| 1973  | Coritiba FC (22)                      |
| 1974  | Coritiba FC (23)                      |
| 1975  | Coritiba FC (24)                      |
| 1976  | Coritiba FC (25)                      |
| 1977  | Grêmio de Esportes Maringá (3)        |
| 1978  | Coritiba FC (26)                      |
| 1979  | Coritiba FC (27)                      |
| 1980  | Colorado EC (1) Cascavel EC (1)       |
| 1981  | Londrina EC (2)                       |
| 1982  | Atlético Paranaense (12)              |
| 1983  | Atlético Paranaense (13)              |
| 1984  | EC Pinheiros (1)                      |
| 1985  | Atlético Paranaense (14)              |
| 1986  | Coritiba FC (28)                      |
| 1987  | EC Pinheiros (2)                      |
| 1988  | Atlético Paranaense (15)              |
| 1989  | Coritiba FC (29)                      |
| 1990  | Atlético Paranaense (16)              |
| 1991  | Paraná Clube (1)                      |
| 1992  | Londrina EC (3)                       |
| 1993  | Paraná Clube (2)                      |
| 1994  | Paraná Clube (3)                      |
| 1995  | Paraná Clube (4)                      |
| 1996  | Paraná Clube (5)                      |
| 1997  | Paraná Clube (6)                      |
| 1998  | Atlético Paranaense (17)              |
| 1999  | Coritiba FC (30)                      |
| 2000  | Atlético Paranaense (18)              |
| 2001  | Atlético Paranaense (19)              |
| 2002  | Iraty SC (1) Atlético Paranaense (20) |
| 2003  | Coritiba FC (31)                      |
| 2004  | Coritiba FC (32)                      |
| 2005  | Atlético Paranaense (21)              |
| 2006  | Paraná Clube (7)                      |
| 2007  | AC Paranavaí (1)                      |
| 2008  | Coritiba FC (33)                      |
| 2009  | Atlético Paranaense (22)              |
| 2010  | Coritiba FC (34)                      |
| 2011  | Coritiba FC (35)                      |
| 2012  | Coritiba FC (36)                      |
| 2013  | Coritiba FC (37)                      |
| 2014  | Londrina EC (4)                       |
| 2015  | Operário Ferroviário (1)              |
| 2016  | Atlético Paranaense (23)              |
| 2017  | Coritiba FC (38)                      |
| 2018  | Atlético Paranaense (24)              |
| 2019  | Atlético Paranaense (25)              |
| 2020  | Atlético Paranaense (26)              |
| 2021  | Londrina EC (5)                       |
| 2022  | Coritiba FC (39)                      |
| 2023  | Atlético Paranaense (27)              |
| 2024  | Atlético Paranaense (28)              |
| 2025  | Operário Ferroviário (2)              |

## Bilan
| Club                 | Titres | Années |
| -------------------- | ------ | --- |
| Coritiba FC          | 39     | 1916, 1927, 1931, 1933, 1935, 1939, 1941, 1942, 1946, 1947, 1951, 1952, 1954, 1956, 1957, 1959, 1960, 1968, 1969, 1971, 1972, 1973, 1974, 1975, 1976, 1978, 1979, 1986, 1989, 1999, 2003, 2004, 2008, 2010, 2011, 2012, 2013, 2017, 2022 |
| Atlético Paranaense  | 28     | 1925, 1929, 1930, 1934, 1936, 1940, 1943, 1945, 1949, 1958, 1970, 1982, 1983, 1985, 1988, 1990, 1998, 2000, 2001, 2002, 2005, 2009, 2016, 2018, 2019, 2020, 2023, 2024                                                                   |
| CA Ferroviário       | 8      | 1937, 1938, 1944, 1948, 1950, 1953, 1965, 1966 |
| Britânia SC          | 7      | 1918, 1919, 1920, 1921, 1922, 1923, 1928 |
| Paraná Clube         | 7      | 1991, 1993, 1994, 1995, 1996, 1997, 2006 |
| Londrina EC 1        | 5      | 1962, 1981, 1992, 2014, 2021 |
| Palestra Itália FC   | 3      | 1924, 1926, 1932 |
| Galo Maringá ²       | 3      | 1963, 1964, 1977 |
| EC Pinheiros ³       | 2      | 1984, 1987 |
| Operário Ferroviário | 2      | 2015, 2025 |
| Internacional FC     | 1      | 1915 |
| América-Paraná       | 1      | 1917 |
| CA Monte Alegre      | 1      | 1955 |
| EC Comercial         | 1      | 1961 |
| Colorado EC          | 1      | 1980 |
| Cascavel EC          | 1      | 1980 |
| Iraty SC             | 1      | 2002 |
| AC Paranavaí         | 1      | 2007 |

- 1 Dont 1 titre remporté sous le nom Londrina de Futebol e Regatas.
- ² Les 3 titres furent remportés sous le nom Grêmio de Esportes Maringá.
- ³ Dont 1 titre remporté sous le nom Esporte Clube Água Verde.